# Oxford (Mississippi)
Oxford település az Amerikai Egyesült Államok Mississippi államában, Lafayette megyében, melynek megyeszékhelye is. Lakosainak száma 25 416 fő (2020. április 1.).

## Népesség
A település népességének változása:

| 2010 | 18 916 |
| 2020 | 25 416 |